# Anaxipha
Anaxipha är ett släkte av insekter. Anaxipha ingår i familjen syrsor.

## Bildgalleri

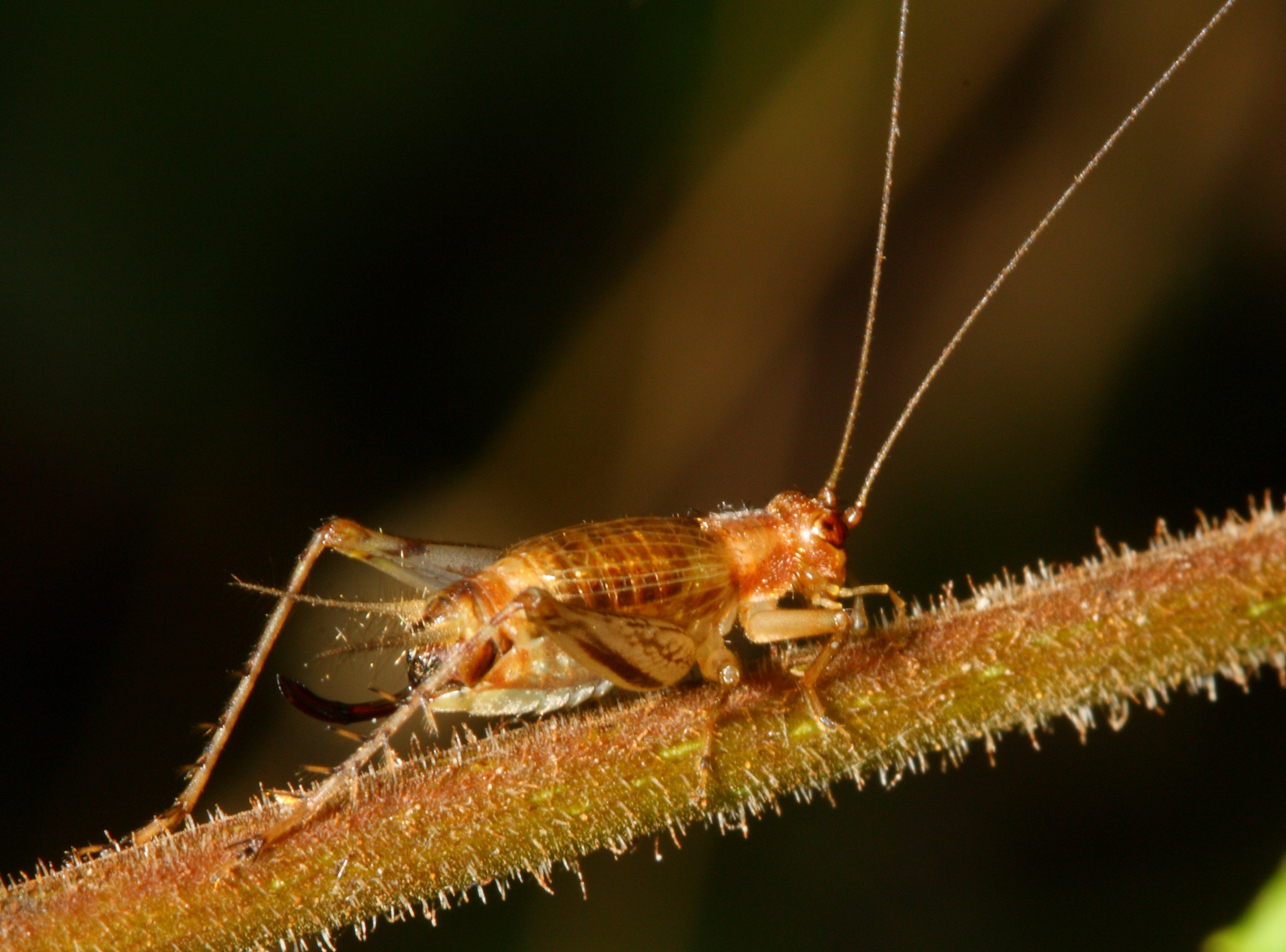

## Dottertaxa tillAnaxipha, i alfabetisk ordning[1]
- Anaxipha adventicia
- Anaxipha agaea
- Anaxipha ainigma
- Anaxipha allardi
- Anaxipha allotria
- Anaxipha amica
- Anaxipha angusticollis
- Anaxipha annulipes
- Anaxipha antictypos
- Anaxipha antidupos
- Anaxipha aphaura
- Anaxipha apseudes
- Anaxipha arena
- Anaxipha armstrongi
- Anaxipha athanes
- Anaxipha atrifrons
- Anaxipha beccarii
- Anaxipha bicoloripes
- Anaxipha bifasciata
- Anaxipha biroi
- Anaxipha bradephona
- Anaxipha bredoi
- Anaxipha brevipennis
- Anaxipha brevis
- Anaxipha bryani
- Anaxipha buxtoni
- Anaxipha caicos
- Anaxipha caledonica
- Anaxipha cayennensis
- Anaxipha championi
- Anaxipha charitopis
- Anaxipha chichimeca
- Anaxipha ciliata
- Anaxipha concolor
- Anaxipha conomeru
- Anaxipha conspersa
- Anaxipha contaminata
- Anaxipha copo
- Anaxipha cregyos
- Anaxipha daktrilla
- Anaxipha dapsiles
- Anaxipha delicatula
- Anaxipha desjardinsii
- Anaxipha dimidiatipes
- Anaxipha dolomedes
- Anaxipha eminens
- Anaxipha endoxos
- Anaxipha eperatos
- Anaxipha epicydes
- Anaxipha esau
- Anaxipha euclastos
- Anaxipha exagistos
- Anaxipha exigua
- Anaxipha festina
- Anaxipha fistulator
- Anaxipha fragilis
- Anaxipha furtiva
- Anaxipha furva
- Anaxipha fuscocinctum
- Anaxipha gilva
- Anaxipha gracilis
- Anaxipha grandis
- Anaxipha gueinzii
- Anaxipha henryi
- Anaxipha hirsuta
- Anaxipha hyalodes
- Anaxipha hypaerios
- Anaxipha hypergios
- Anaxipha hypsipetes
- Anaxipha imitator
- Anaxipha incompta
- Anaxipha infirmenotata
- Anaxipha karschi
- Anaxipha kilimandjarica
- Anaxipha laepseros
- Anaxipha laevithorax
- Anaxipha lanceolata
- Anaxipha latefasciata
- Anaxipha lathrios
- Anaxipha latipennis
- Anaxipha lineatocollis
- Anaxipha litarena
- Anaxipha longealata
- Anaxipha longipennis
- Anaxipha lucia
- Anaxipha maculifemur
- Anaxipha maculifrons
- Anaxipha maculipes
- Anaxipha marginipennis
- Anaxipha maritima
- Anaxipha maxima
- Anaxipha minuta
- Anaxipha mjobergi
- Anaxipha musica
- Anaxipha natalensis
- Anaxipha nava
- Anaxipha nemobioides
- Anaxipha nidaka
- Anaxipha nigerrima
- Anaxipha nigrellus
- Anaxipha nigrescens
- Anaxipha nigripennis
- Anaxipha nigrithorax
- Anaxipha nimitata
- Anaxipha nitida
- Anaxipha obscuripennis
- Anaxipha olmeca
- Anaxipha ornata
- Anaxipha othnia
- Anaxipha pallens
- Anaxipha papuana
- Anaxipha paraensis
- Anaxipha peregrina
- Anaxipha peruviana
- Anaxipha philifolia
- Anaxipha phoxi
- Anaxipha picta
- Anaxipha pictipennis
- Anaxipha platyptera
- Anaxipha praepostera
- Anaxipha prosenes
- Anaxipha pteticos
- Anaxipha pulchra
- Anaxipha rico
- Anaxipha robusta
- Anaxipha ruficeps
- Anaxipha rufoguttata
- Anaxipha schunkei
- Anaxipha scia
- Anaxipha scitula
- Anaxipha simulacrum
- Anaxipha sinktrilla
- Anaxipha sirico
- Anaxipha sjostedti
- Anaxipha slotinka
- Anaxipha smithi
- Anaxipha soror
- Anaxipha stolzmannii
- Anaxipha stramenticia
- Anaxipha straminea
- Anaxipha tachephona
- Anaxipha tamucu
- Anaxipha tatei
- Anaxipha tetyenna
- Anaxipha titschaki
- Anaxipha tooronga
- Anaxipha trigonidioides
- Anaxipha tripuraensis
- Anaxipha tychicos
- Anaxipha uato
- Anaxipha unicolor
- Anaxipha vadschaggae
- Anaxipha valida
- Anaxipha variegata
- Anaxipha venustula
- Anaxipha vera
- Anaxipha vicina
- Anaxipha vigilax
- Anaxipha vittata
- Anaxipha vivax
- Anaxipha volucer
- Anaxipha woodruffi
- Anaxipha yakuno
- Anaxipha zebra